# Dioctria arthritica
Dioctria arthritica là một loài ruồi trong họ Asilidae. Dioctria arthritica được Loew miêu tả năm 1871. Loài này phân bố ở vùng Cổ Bắc giới.